# Доминик Вияр
Доминик Вияр (на френски: Dominique Villars) е френски ботаник.

## Биография
Доминик Вияр е роден през 1745 година във Льо Ноайер, село във Френските Алпи. 
След смъртта на баща му, майка му го изпраща в Гап (градче на около 100 км. от град Гренобъл), за да чиракува при местен юрист. През 1761 година тя го жени за заможно момиче от съседно на родното му село, което е останало без родители. От брака им се раждат 5 деца.
През 1766 година Доминик Вияр среща абат Доминик Ше, любител-ботаник, който го запознава по-сериозно с ботаниката и с работите на Карл Линей.
Докато чиракува у юриста, Доминик Вияр попада на няколко медицински книги. В края на 60-те години на XVIII век той отива да учи медицина в Гренобълския университет. През 1775-1776 година участва в геоложка експедиция в Дофине, ръководена от Жан-Етиен Гетар, който на следващата година го отвежда в Париж и го запознава с водещите френски ботаници от онова време и с видни медици. През 1778 година Вияр получава докторска степен във Валанс и е назначен за ръководител на ботаническата градина в Гренобъл. През следващите години продължава да се занимава както с ботаника, така и с медицина. Сред пациентите му е Жан-Батист Бернадот, който след като служи като генерал в армията на Наполеон Бонапарт, става крал на Швеция под името Карл XIV.
Между 1786 и 1789 година той публикува основния си труд „История на растенията в Дофине“ („Histoire des plantes du Dauphiné“), в който описва повече от 2700 вида.
След началото на Френската революция през 1789 година Доминик Вияр е освободен от службите си в Гренобъл. През 1805 година той оглавява катедрата по ботаника в медицинското училище в Страсбург, където живее до края на живота си през 1815 година.